# Октябрята
Октября́та (укр. Жовтенята, рос. Октябрята) — група островів в Північному Льодовитому океані, у складі архіпелагу Земля Франца-Йосифа. Адміністративно належать до Приморського району Архангельської області Росії.

## Географія
Острови знаходяться в північній частині архіпелагу, на північний схід від острова Гогенлое. На півночі відокремлені від острова Рудольфа протокою Ноймаєра.
Два найбільших острова називаються Куполок та Малий. На першому знаходиться скеля висотою 29 м, на інших значних височин немає. Всі вони частково вкриті льодом, на більших островах — кам'янисті розсипи.

## Історія
Острови названі на честь жовтенят (рос. октябрята), молодших дитячих груп Всесоюзної піонерської організації в СРСР.